# 藤原威子
藤原 威子（ふじわら の いし/たけこ、長保元年12月23日（1000年2月1日） - 長元9年9月6日（1036年9月28日））は、平安時代中期の女性。摂政藤原道長の娘。母は源倫子。第68代後一条天皇中宮。別名大中宮。子女は章子内親王（後冷泉天皇中宮）、馨子内親王（後三条天皇中宮）。同母の兄弟に頼通・教通、上東門院彰子・妍子・嬉子。

## 生涯
長和元年（1012年）尚侍に任官。正四位下に叙され、同年着裳・従三位に昇叙。同2年（1013年）従二位、寛仁元年（1017年）御匣殿別当を兼任。同2年（1018年）3月、甥の後一条天皇に入内。4月に女御宣旨を受け、10月中宮に冊立。長元9年（1036年）4月、夫後一条天皇崩御。同年9月4日出家、2日後に崩御。享年38。
道長・倫子夫妻の三女。長姉彰子所生の後一条天皇の元服を待って、20歳で入内した。夫帝より9歳年長の妃であり、威子自身はこれを恥ずかしがったというが、実力者道長の娘として重んじられ、威子の兄弟達さえも娘の入内を憚って、道長亡き後もついに後宮に他の妃が入ることはなかった。また威子の立后は道長が三后（皇后・皇太后・太皇太后）をすべて我が娘で占めるという前代未聞の偉業の達成である。道長の権勢を象徴したものとされる「この世をば」の和歌は、この時に祝宴で詠まれたという（『小右記』）。
しかし、唯一の后でありながら威子が産んだのは二人とも女子で、第一皇女章子内親王出産の折には、周りの失望に天皇が「昔は女帝が立ったこともあるのだから」と言って威子を庇ったという話が『栄花物語』に見られる。その後もついに男子が生まれることはなく、天皇が29歳で崩御した半年足らず後に、威子もまた疱瘡で崩じた。威子の遺児である二人の幼い内親王はその後、祖母であり伯母でもある彰子・伯父頼通が後見となり、長じて従兄弟の後冷泉・後三条兄弟にそれぞれ入内した。どちらの皇女も後世に血を伝えることならず、後一条天皇と威子の血筋はここに完全に絶えた。
皇子誕生を伊勢神宮に祈願した長元8年夏に一度流産した（長元7年鹿島・香取両神宮に祈願）。